# ハンマー (ニーダーザクセン)
ハンマー (ドイツ語: Hammah) は、ドイツ連邦共和国ニーダーザクセン州のシュターデ郡に属す町村（以下、本項では便宜上「町」と記述する）である。この町はザムトゲマインデ・オルデンドルフ＝ヒンメルプフォルテンの一部をなす。

## 行政

### 議会
ハンマーの町議会は13議席からなる。

### 紋章
紋章の下部は緑地に石塚。その上部は銀地にヨシ葺きの木組み家屋が描かれている。

## 経済と社会資本

### 交通
ハンマーにはニーダーエルベ鉄道の駅がある。2007年12月からメトロノーム鉄道会社がこの路線を運営している。

### スポーツ
MTVハンマーはファウストボール・ブンデスリーガでプレイしている。

## 引用
1. ↑  Landesamt für Statistik Niedersachsen, LSN-Online Regionaldatenbank, Tabelle A100001G: Fortschreibung des Bevölkerungsstandes, Stand 31. Dezember 2023